# Batayporã
Batayporã – miasto i gmina w Brazylii, w stanie Mato Grosso do Sul.
Założycielem miejscowości był Jan Bata. Nazwał ją Batayporã ("wielki potok"). Po 1963 w miejscowości założył zakład produkcji obuwia (Cia Industrial, Mercantil e Agrícola), które następnie było sprzedawane pod marką Alpargatas.
Przez miasto przechodzi droga nr MS-395, która łączy z innym miastem Baty, Anaurilândią.